# Vilhelm Wolfhagen
Vilhelm Wolfhagen (Copenaghen, 11 novembre 1889 – Frederikshavn, 5 luglio 1958) è stato un calciatore danese.
Ha giocato per la nazionale di calcio della Danimarca, e ha vinto due medaglie d'argento nei giochi olimpici del 1908 e 1912.

## Carriera

### Club
Wolfhagen ha giocato tutta la sua carriera nel Kjøbenhavns Boldklub in cui ha vinto quattro titoli nazionali danesi di calcio.

### Nazionale
Ha preso parte alla prima partita ufficiale della nazionale danese, giocato ai giochi olimpici del 1908, in cui ha segnato quattro gol nella vittoria per 9-0 contro la Francia B. Ha segnato successivamente altri quattro gol nella seconda partita del torneo, una vittoria per 17-1 contro la Francia. Ha vinto in questa edizione delle olimpiadi la medaglia d'argento a causa della sconfitta in finale per 2-0 contro la Gran Bretagna. Nell'edizione 1912 dei giochi ha segnato un gol nelle tre partite del torneo dove ha di nuovo vinto la medaglia d'argento nuovamente dietro la Gran Bretagna. Ha concluso la sua carriera in nazionale nell'ottobre 1917, dopo aver segnato 14 gol in 18 partite.

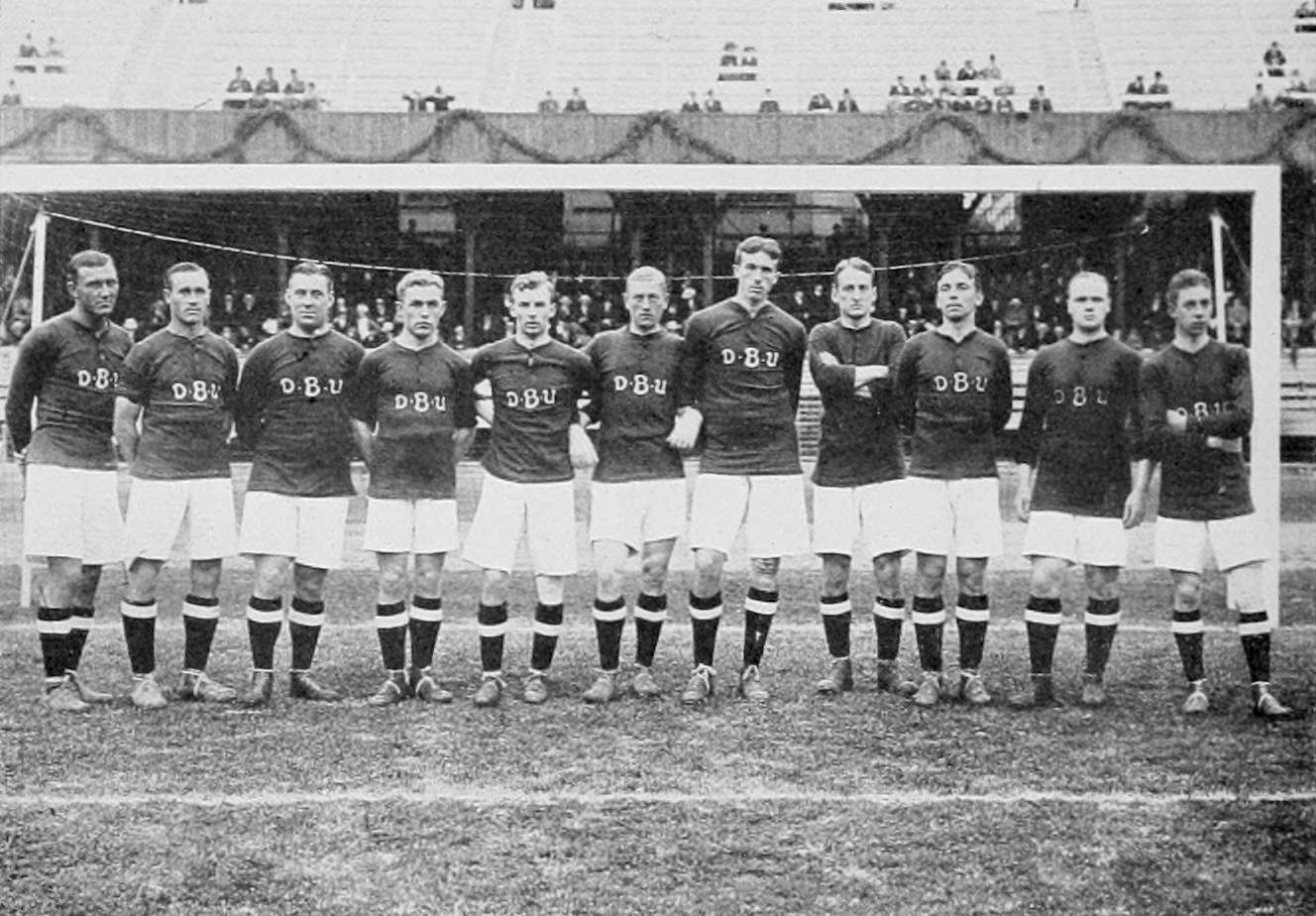
La nazionale danese vincitrice della medaglia d'argento nel 1912. Da sinistra: Anton Olsen, Sophus "Krølben" Nielsen, Harald Hansen, Paul Berth, Poul Nielsen, Sophus Hansen, Nils Middelboe, Charles Buchwald, Oskar Nørland, Emil Jørgensen, Vilhelm Wolfhagen.

## Palmarès

### Club
- Campionato danese: 4

Kjøbenhavns Boldklub: 1912-1913, 1913-1914, 1916-1917, 1917-1918

### Nazionale
- Argento olimpico: 2

Londra 1908, Stoccolma 1912